# Mark Gorski
Pour les articles homonymes, voir Gorski.
Mark Gorski, né le 6 janvier 1960 à Evanston, est un coureur cycliste sur piste professionnel américain des années 1980. Spécialiste de la vitesse, il est sacré champion olympique de cette discipline lors de Jeux de 1984 à Los Angeles. Après sa carrière de coureur, il est devenu directeur sportif au sein de l'équipe US Postal de 1995 à 2003.
Il est intronisé au Temple de la renommée du cyclisme américain en 1995.

## Biographie
Mark Gorski naît et grandit à Evanston dans l'Illinois.
Étudiant et athlète de l'université du Michigan de 1978 à 1981, Mark Gorski est l'un des membres de l'équipe olympique américaine qui boycottent les Jeux olympiques de 1980 à Moscou. Aux Jeux de Los Angeles de 1984, boycottés à leur tour par les Allemands de l'Est et les Soviétiques, Mark Gorski remporte le titre olympique sur l'épreuve de vitesse. Après avoir battu le Japonais Tsutomu Sakamoto deux manches à zéro en demi-finale, il s'impose face à son compatriote Nelson Vails en finale. Après sa victoire, il fait un tour d'honneur en portant dans un bras son fils Alex.
Ce succès olympique change sa vie. Alors que les Américains n'ont pas remporté de médaille en cyclisme depuis 1912, ils en remportent neuf à domicile en 1984, entraînant un nouvel intérêt pour le cyclisme et son développement aux États-Unis,. Assisté par l'entreprise Proserv, ses gains annuels publicitaires dépassent les 100 000 dollars. Gorski émerge comme un porte-parole et un ambassadeur du cyclisme, il est recruté comme commentateur par la chaîne télévisée NBC Sports pour les championnats du monde en Italie. La ville d'Indianapolis le paie pour promouvoir une nouvelle piste de cyclisme sur piste et il devient le parole-parole d'une banque et d'une agence immobilières locales.
Devenu membre de la fédération américaine de cyclisme après la fin de sa carrière, il est approché par l'investisseur Thomas Weisel au printemps de l'année 1995 pour prendre les rênes de l'équipe cycliste Montgomery-Bell et de son prometteur coureur Lance Armstrong. En quelques années, il fait d'une équipe locale au budget annuel de 700 000 dollars l'équipe la plus en vue du cyclisme mondial, remportant trois Tours de France en cinq tentatives. Jusqu'en 2003, il trouve 60 millions de dollars en contrats de sponsoring pour faire grandir l'équipe cycliste.
En 2009, il change de carrière pour travailler dans le recrutement de propriétaires et d'investisseurs pour la constructeurs de bâtiments[pas clair] dans le Bio-Research & Development Growth Park (BRDG Park) de Saint-Louis.
Durant ses aveux en 2013, Lance Armstrong l'accuse dans ses témoignages dans les mois suivants d'être au courant des pratiques de dopage de l'équipe cycliste US Postal.

## Palmarès
Jeux olympiques
- Los Angeles 1984
  -  Champion olympique de vitesse

Jeux panaméricains
- Indianapolis 1987
  -  Médaillé d'argent de la vitesse

Championnats nationaux
- Champion des États-Unis de vitesse junior en 1978[8].
- Champion des États-Unis de vitesse en 1980, 1982, 1983 et 1985.